# Apollo-Brücke
Die Apollo-Brücke (auf Slowakisch: Most Apollo) ist eine 2005 gebaute Straßenbrücke in Bratislava, Slowakei, über die Donau. Das Hauptobjekt ist der 231 Meter lange und 36 Meter hohe Bogen über die Donau auf der 517,5 Meter langen Hauptbrücke. Mit anschließenden Hochstraßen am linken (Länge 195 Meter) und rechten (Länge 141,5 Meter) Ufer ist die Überquerung 854 Meter lang. Neben einer vierspurigen Stadtstraße verfügt die Brücke über beidseitige Geh- und Radwege, die jeweils außerhalb des Bogens verlaufen. Der Hauptplaner des Brückenprojekts war Miroslav Maťaščík.

## Name
Benannt ist die Brücke nach der 1895 in Bratislava gegründeten Apollo-Raffinerie (die wiederum den Namen der griechischen Gottheit Apollon trägt), die nordwestlich der Brücke lag und bei Luftangriffen während des Zweiten Weltkriegs im Juni 1944 zerstört wurde. Die an diesem Standort wiederaufgebaute Raffinerie des später verstaatlichten Mineralölunternehmens Slovnaft blieb bis in die 1960er Jahre in Betrieb. Zur Planungs- und Bauzeit hieß die Brücke nach der anschließenden Straße am linken Ufer Most Košická.

## Geschichte
Eine Donauüberquerung am ungefähr jetzigem Standort wurde erstmals in den 1970er Jahren im Zusammenhang mit der geplanten Metro Bratislava erwogen, mit der Verwerfung dieses Plans entschied sich man definitiv für eine Straßenbrücke. Durch diese Brücke sollte eine verbesserte Verbindung zwischen Petržalka und Ružinov, den zwei bevölkerungsstärksten Stadtteilen Bratislavas, geschafft werden. Des Weiteren sollten zwei andere Donaubrücken, die Prístavný most (im Zuge der Autobahn D1), die bereits an ihre Kapazitätsgrenzen stieß, sowie die zu dieser Zeit sich in mangelhaftem Zustand befindliche und zukünftig nur noch für ÖPNV bestimmte Starý most entlastet werden. In einem internationalen Wettbewerb im Jahr 2002 erhielt ein Konsortium mit dem führenden Bauunternehmen Doprastav a. s., zusammen mit der österreichischen MCE Linz, den Zuschlag für den Bau. Der Bau wurde mit einer Grundsteinlegung am 17. Dezember 2002 eingeleitet, die eigentlichen Bauarbeiten begannen am 2. Februar 2003. Zuerst wurde die 5200 Tonnen schwere Bogenkonstruktion auf Schwimmplattformen am linken Donauufer errichtet. Die Einzelteile für die Stahlkonstruktion wurden in Tschechien und Ungarn gefertigt.
Die fertige Bogenkonstruktion wurde am 19. September 2004 in einer spektakulären Aktion mithilfe von Kränen und Pontonbooten zur endgültigen Position verschoben. Die Brücke wurde am 4. September 2005 feierlich eröffnet und am nächsten Tag dem Verkehr freigegeben. Die Baukosten für das gesamte Projekt, inklusive Anbindung zur Straße Dolnozemská cesta in Petržalka und Ausbau zur Kreuzung Košická-Prievozská in Ružinov (Gesamtlänge 1853 Meter), beliefen sich auf 4,3 Milliarden SKK (umgerechnet 142,7 Millionen Euro).
Als einziges europäisches Projekt war die Brücke für den Preis OPAL Award 2006 des US-Berufsverbands American Society of Civil Engineers nominiert.

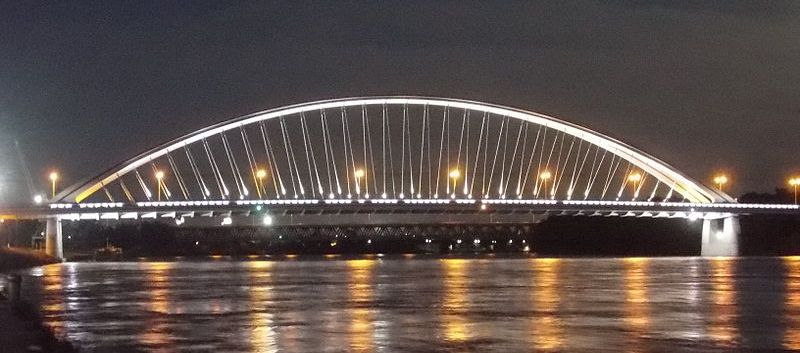
Apollo-Brücke in der Nacht

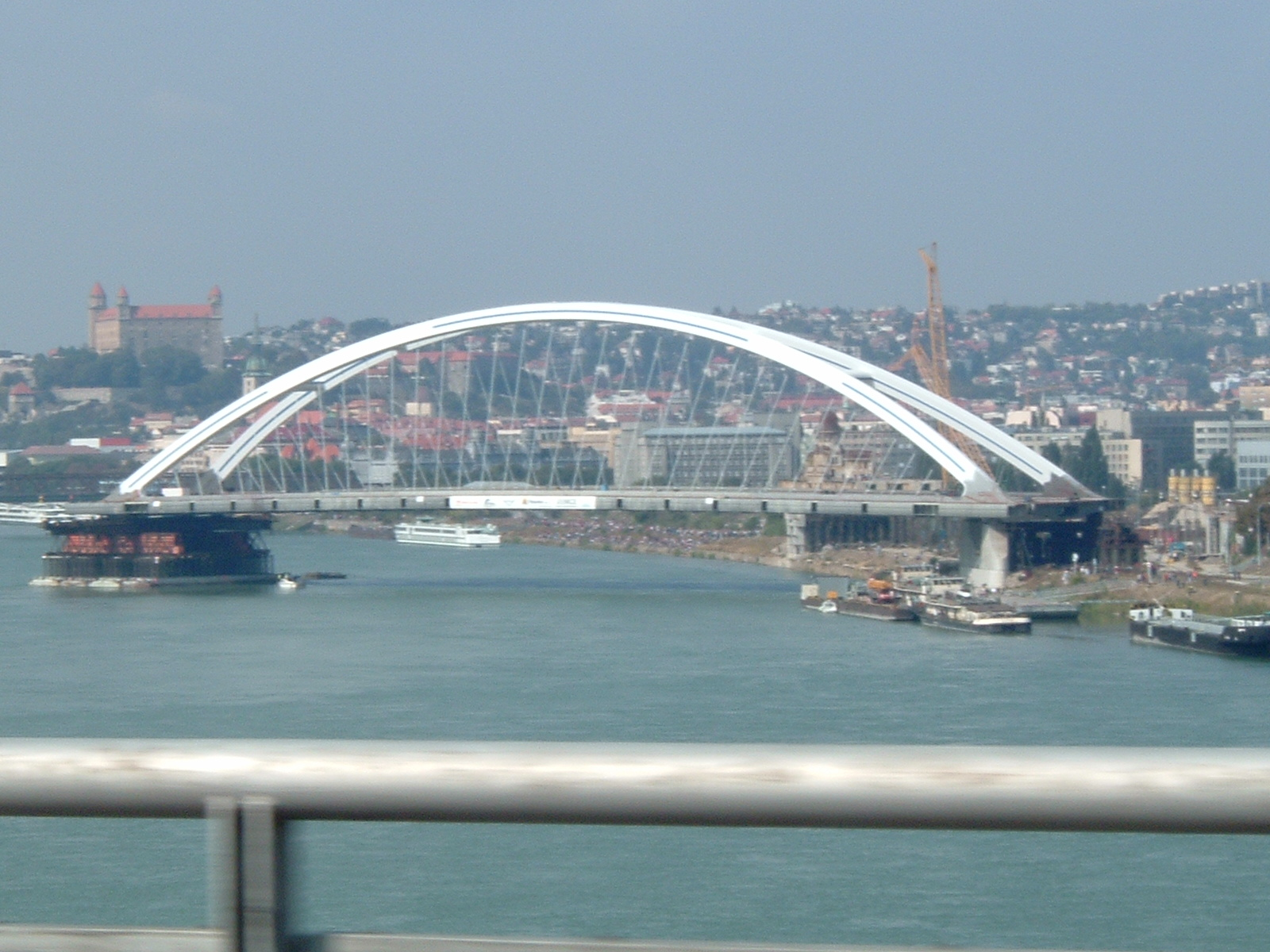
Die Verschiebung
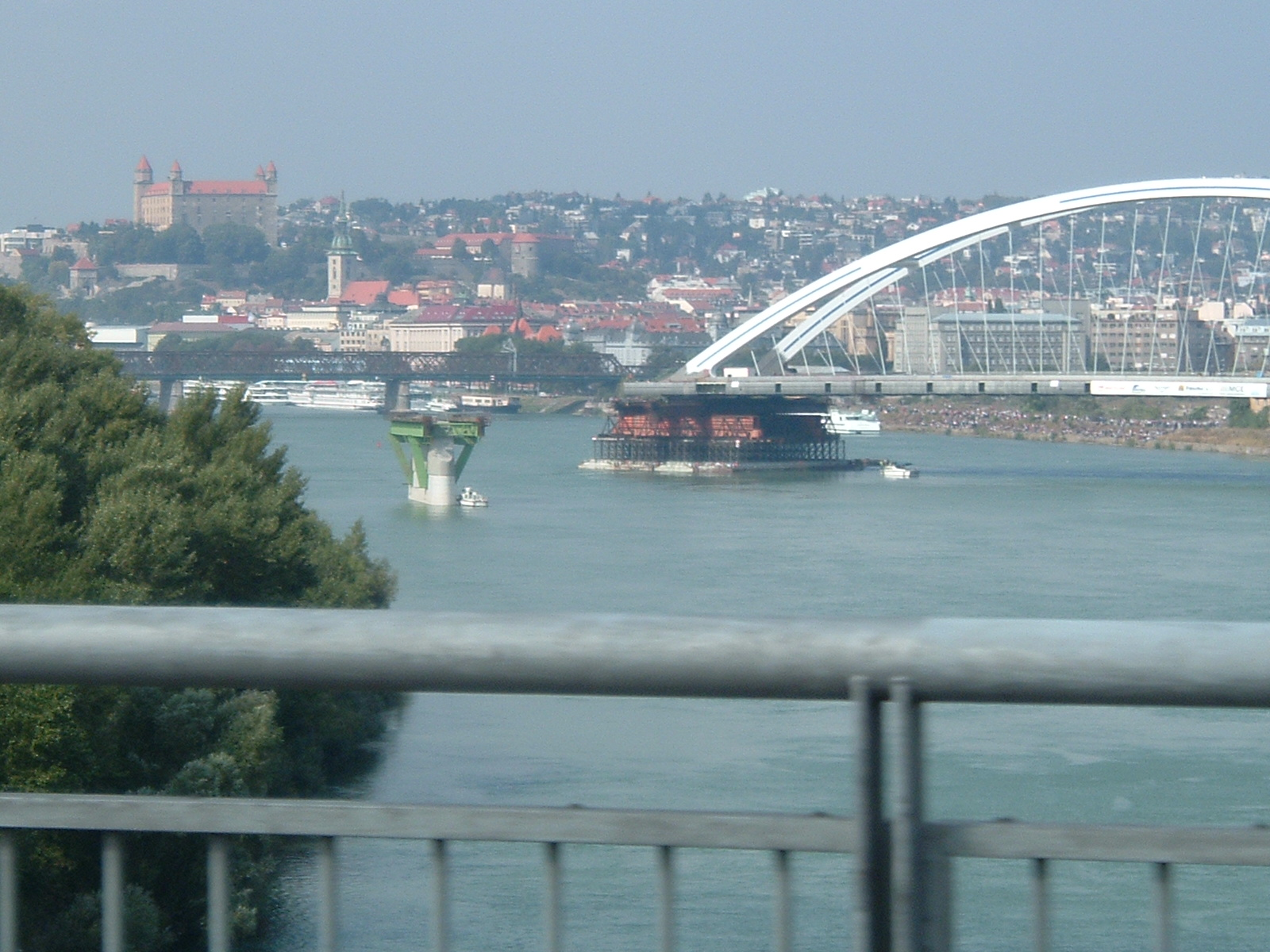
Die Verschiebung